# Церква Покрови Пресвятої Богородиці (Рудники)
Церква Покрови Пресвятої Богородиці в Рудниках — парафія і храм греко-католицької громади Підгаєцького деканату Бучацької єпархії Української греко-католицької церкви в селі Рудники Тернопільського району Тернопільської области.

## Історія церкви
Церква збудована з дерева в 1567 році за кошти сільської громади.
До 1946 року парафія і храм належали до УГКЦ, і ніколи не були в підпорядкуванні РПЦ. Після Другої світової війни храм закрили, але у 1965–1966 роках його реставрували. У 1992 році церкву знову відновили, а згодом біля неї збудували капличку.
Окрасою храму є великий образ Покрови Пресвятої Богородиці, встановлений на зовнішній частині церкви. При парафії діють Вівтарна дружина та братство «Апостольство молитви». На території парафії встановлено пам'ятні хрести на честь тисячоліття хрещення Руси-України, незалежності України та скасування панщини у 1848 році.

## Парохи
- о. Йоан Крайповський,
- о. Петро Крайковський,
- о. Курович,
- о. Лотоцький,
- о. Аполінарій Осадца,
- о. Йосиф Коровець,
- о. Микола Старух,
- о. Назаревич,
- о. Грабовельський,
- о. Соломка,
- о. Володимир Маруда,
- о. Володимир Люшняк,
- о. Василь Яремко (1992—1998),
- о. Василь Майка (з 1998).